# Henosepilachna elaterii
Espèce
Henosepilachna elaterii (coccinelle du melon, coccinelle du melon d'Afrique ou coccinelle des Cucurbitacées) est une espèce d'insectes coléoptères de la famille des Coccinellidae, originaires de l'Ancien monde.
C'est un insecte phytophage, les adultes comme les larves se nourrissent des feuilles de diverses plantes de la famille des Cucurbitaceae (melons, pastèques, courges, concombres, etc.).

## Synonymes
- Epilachna chrysomelina Fabricius 1775
- Epilachna elaterii Rossi 1794

## Distribution
L'aire de répartition d'Henosepilachna elaterii comprend le bassin méditerranéen (Europe méridionale, Afrique du Nord, Asie mineure et Moyen-Orient, le sud de la Russie, l'Asie centrale et le sous-continent indien, ainsi que la quasi-totalité de l'Afrique.
Les dégâts sur les cultures de cucurbitacées sont surtout signalés dans les États d'Asie centrale de l'ancienne URSS ainsi que dans certains États africain (Égypte, Sénégal et Soudan).

## Description
Les adultes sont des coccinelles de petite taille (7 à 9 mm de long) de couleur rouge orangée, aux élytres ornées de douze points noirs d'assez grande taille, entourés chacun d'une zone claire.
Les larves, jaunes à jaune verdâtre, de forme ovale, longues de 2 mm au premier stade, de 9 à 11 mm au dernier stade, portent six rangées d'épines noires, ramifiées,.

## Plantes hôtes
Bien que les coccinelles sont réputées comme prédateurs d'autres insectes, certaines espèces sont plutôt phytophages. H. elaterii est l'une des espèces qui cause des dégâts importants aux feuilles des plantes notamment les aubergines, les épinards, le concombre, la laitue, le melon, etc.[réf. nécessaire]